# Барков Микола Федорович
Микола Федорович Барков (рос. Николай Фёдорович Барков; 1 (14) березня 1913, Куськіно — 10 вересня 1951, Жданов) — радянський офіцер-артилерист, Герой Радянського Союзу (1945), в роки німецько-радянської війни командир вогневого взводу артилерійської батареї 1050-го стрілецького полку 301-ї стрілецької Сталінської ордена Суворова 2-го ступеня дивізії 9-го Червонопрапорного стрілецького корпусу 5-ї ударної армії 1-го Білоруського фронту, старший лейтенант.

## Біографія
Народився 1 (14 березня) 1913 року в селі Куськіно нині (Мантуровського району Курської області) в селянській родині. Росіянин. Закінчив неповну середню школу. В Маріуполі з 1927 року. У віці 14 років прийшов працювати в будівельний цех Маріупольського металургійного комбінату імені Ілліча різноробочим, потім працював в доменному — дробильником і каталем, з 1932-го — слюсарем маннесмановського цеху.
У Червоній Армії в 1935–1938 роках і з 1939 року. У тому ж році став офіцером, закінчивши курси молодших лейтенантів. Учасник радянсько-фінської війни 1939—1940 років. Учасник німецько-радянської війни з 1941 року.
Брав участь у Сталінградській битві, у визволенні Донбасу, в Мелітопольській наступальній операції, у визволенні Правобережної України, Польщі, у Берлінській наступальній операції.
2 лютого 1945 року при форсуванні річки Одер біля села Целлін (нині — Челін), розташованого на північний захід від польського міста Костшин, зі своїми бійцями-артилеристами одним з перших досяг лівого берега. Не даючи ворогу опам'ятатися, взвод вогневої батареї старшого лейтенанта Баркова залпом знищив два кулемети і одну гармату, противника. Постріли артилерійських трас потрапляли в дамбу противника і придушили всю його вогневу систему.
3 лютого 1945 року в бою за утримання плацдарму, вогневий взвод артилерійської батареї під командуванням Миколи Баркова відбив шість контратак, підбивши чотири танки. Незважаючи на поранення, старший лейтенант Барков М. Ф. замінив вибулого з ладу навідника гармати і особисто підпалив два танки.
Указом Президії Верховної Ради СРСР від 31 травня 1945 року за зразкове виконання бойових завдань командування на фронті боротьби з німецько-фашистськими загарбниками і проявлені при цьому мужність і героїзм старший лейтенанту Баркову Миколі Федоровичу присвоєно звання Героя Радянського Союзу з врученням ордена Леніна і медалі «Золота Зірка»(№ 7420).
Після війни — в запасі. Жив в Жданові. Після повернення в 1947-му році на рідний завод працював заступником начальників цехів обробки болванок, вирубки, майстром копрового цеху. Помер 10 вересня 1951 року. Похований у Маріуполі.

## Нагороди
Нагороджений орденом Леніна, орденами Червоного Прапора, Червоної Зірки, медалями.